# Platyscapa ishiiana
Platyscapa ishiiana är en stekelart som först beskrevs av Grandi 1923.  Platyscapa ishiiana ingår i släktet Platyscapa och familjen fikonsteklar. Inga underarter finns listade i Catalogue of Life.